# Кызыл-Мехнат
Кызыл-Мехнат (кирг. Кызыл-Мехнат) — село в Кара-Сууском районе Ошской области Кыргызстана. Входит в состав Наримановского айылного аймака.

## География
Село расположено в северо-западной части области, на расстоянии приблизительно 9 километров (по прямой) к юго-западу от города Кара-Суу, административного центра района. Абсолютная высота — 872 метра над уровнем моря.

## Население
Согласно оценочным данным Национального статистического комитета Кыргызской Республики, численность населения села на начало 2023 года составляла 3895 человек.
| год     | 2009 | 2014 | 2015 | 2020 | 2021 | 2023 |
| ------- | ---- | ---- | ---- | ---- | ---- | ---- |
| человек | 3038 | 3060 | 3114 | 3725 | 3725 | 3895 |